# Промзіно
Про́мзіно (мокш. Паранзаерз. Паранза, рос. Промзино) — мокшанське село у складі Зубово-Полянського району Мордовії, Росія. Входить до складу Анаєвського сільського поселення.

## Клімат
| Кліматограма Паранза | Кліматограма Паранза | Кліматограма Паранза | Кліматограма Паранза | Кліматограма Паранза | Кліматограма Паранза | Кліматограма Паранза | Кліматограма Паранза | Кліматограма Паранза | Кліматограма Паранза | Кліматограма Паранза | Кліматограма Паранза |
| --- | -------------------- | -------------------- | -------------------- | -------------------- | -------------------- | -------------------- | -------------------- | -------------------- | -------------------- | -------------------- | -------------------- |
| С | Л                    | Б                    | К                    | Т                    | Ч                    | Л                    | С                    | В                    | Ж                    | Л                    | Г                    |
| 52 −6 −11 | 45 −5 −11            | 43 1 −6              | 44 11 1              | 53 19 9              | 74 22 13             | 77 25 16             | 67 23 14             | 64 17 9              | 64 9 3               | 53 1 −3              | 56 −3 −7             |
| Середня макс. і мін. температури повітря (°C) Атмосферні опади (мм), за рік : 692 мм. Джерело: «Climate-Data.org» (англ.) |                      |                      |                      |                      |                      |                      |                      |                      |                      |                      |                      |

## Населення
| 2002 | 2010 |
| ---- | ---- |
| → 53 | ↘24  |

Національний склад (станом на 2002 рік)
- мокша — 100 %[6]